# Philip Metcalfe
Philip Metcalfe (29 août 1733 - 26 août 1818), est un homme politique conservateur anglais, un distillateur de malt et un philanthrope.
La famille Metcalfe est originaire du Yorkshire, de confession catholique et royaliste pendant la guerre civile.

## Famille et jeunesse
Il est né à Londres le 29 août 1733 et baptisé à Much Hadham dans le Hertfordshire le 14 décembre 1733, deuxième fils de Roger Metcalfe (1680 - 5 janvier 1744–5)  chirurgien de Brownlow Street, maintenant Betterton Street, Drury Lane, Londres et Jemima Astley (née le 3 août 1703). Il est nommé d'après son grand-père Sir Philip Astley (1667–1739), 2e baronnet de Hill Morton. Jemima Metcalfe épouse par la suite Henry Groome, un drapier de St Paul's, Covent Garden et qui est également le gardien du Guildhall et membre de la Worshipful Company of Musicians ,.
Mectalfe aurait été l'apprenti de Robert Jones (décédé en 1774), marchand de vin et directeur de la Compagnie des Indes orientales qui devient député de Huntingdon de 1754 à 1774. Selon le peintre et chroniqueur anglais Joseph Farington, Jones voulait que Meltcalfe épouse Ann Jones (1747-1832), sa fille unique et héritière. Elle est encore mineure lorsqu'elle choisit à la place d'épouser avec une licence de mariage un officier britannique, James Whorwood Adeane (1740-1802) à Marylebone le 5 mars 1763. Par l'intermédiaire de son frère Christopher, Metcalfe s'implique dans l'entreprise Three Mills en 1759. De partenaire, Metcalfe devient ensuite le chef de la distillerie Three Mills.

## Carrière commerciale et parlementaire
Metcalfe est à la tête de la firme Metcalfe and co, une distillerie de West Ham dans l'Essex, les autres associés sont les frères de Metcalfe, Christopher et Roger, James Mure, James Baker , William Baker, Samuel Jones Vachell et Joseph Benjamin Claypole. Metcalfe est député de Horsham à partir de 1784: représente Plympton Erle, Devon de 1790 à 1796 et Malmesbury Wiltshire à partir de 1796. De sa carrière parlementaire, Metcalfe laisse peu de documents, votant à chaque fois du côté de Pitt pour le plan de fortifications de Richmond le long de la côte sud de l'Angleterre (27 février 1786) et le soutient sur le projet de loi de régence le plus débattu de 1789.

## Arts
Avec le succès financier apporté par le commerce du gin, Metcalfe devient un collectionneur d'art passionné et un mécène des arts. Il est un ami des écrivains Samuel Johnson  Frances Burney, du peintre Joshua Reynolds, du philosophe Jeremy Bentham et du marchand et collectionneur d'art antillais Robert Fullarton Udny (1722–1802) de Teddington, Middlesex. Il pose pour deux portraits qui sont dans la collection de la National Portrait Gallery : un de Pompeo Batoni et un du dessinateur et graveur William Evans (d'après la gravure au pointillé d'Edward Scott).
Il est nommé exécuteur testamentaire de Joshua Reynolds, avec Edmund Burke et Edmond Malone .
En 1760, Metcalfe rejoint la Royal Society of Arts. En 1785, il est nommé membre de la Society of Antiquaries of London, en 1786 et en 1790, sous le patronage de Reynolds, Metcalfe est élu membre de la Société des Dilettanti et de la Royal Society.
Metcalfe est également membre du Literary Club  et l'un des co-signataires du Round Robin envoyé au Dr Johnson pour l'implorer de réviser son épitaphe sur le poète Oliver Goldsmith .

## Héritage

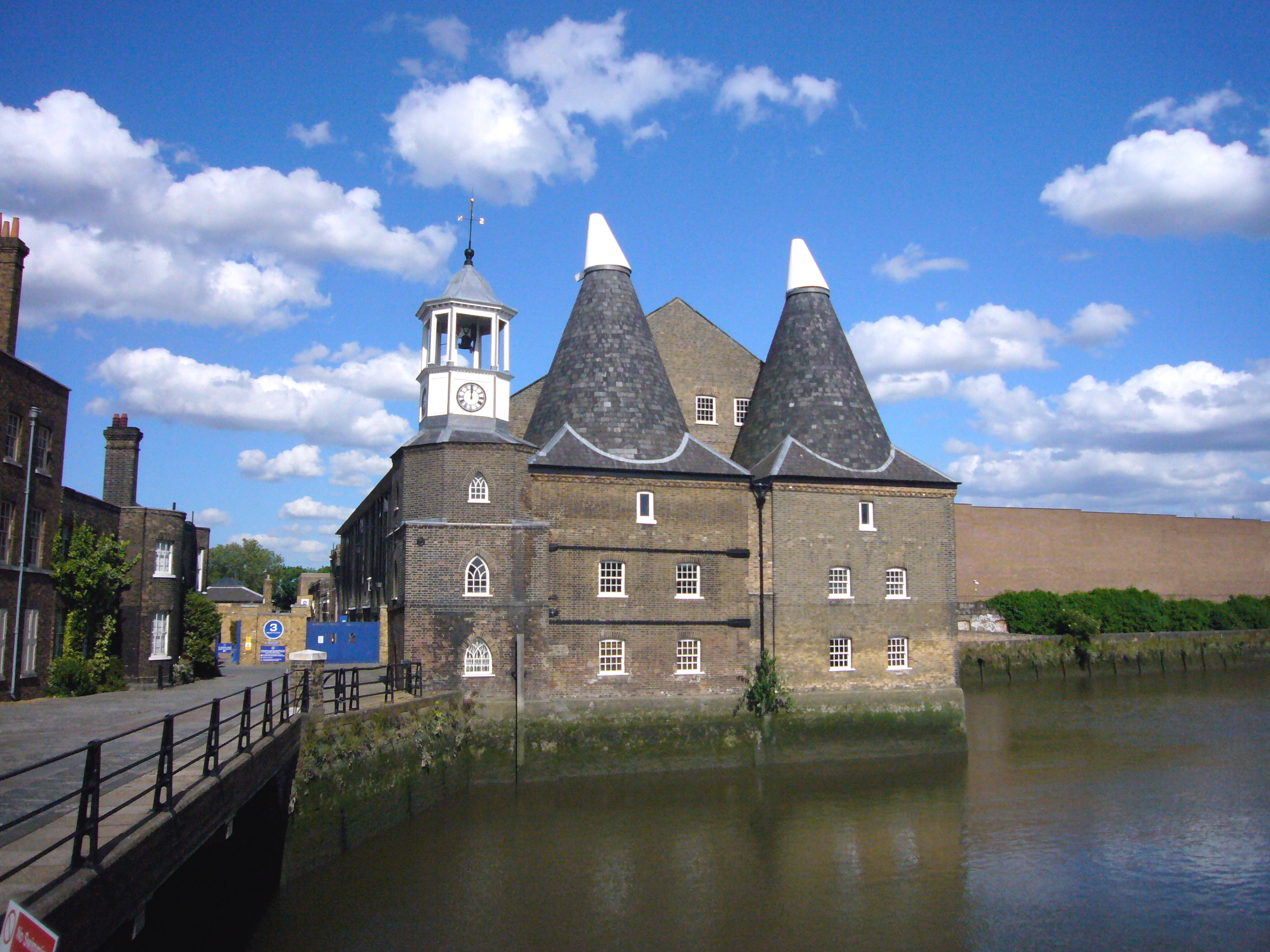
Le Moulin de l'Horloge

Entre 1815 et 1817, il érige un nouveau moulin, le Moulin de l'Horloge, aux Trois Moulins, orné d'une inscription portant ses initiales PM.

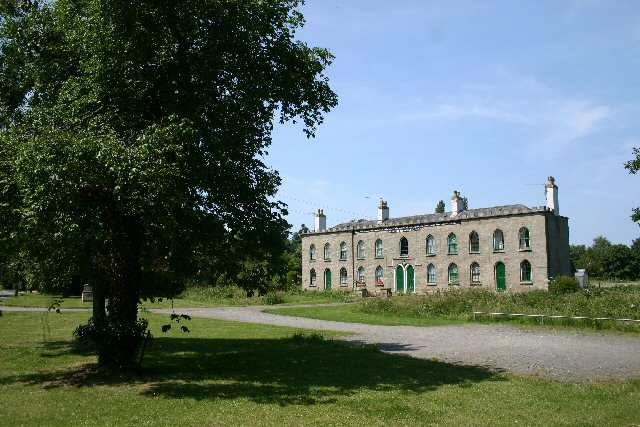
Maisons d'aumône à Hawstead

Metcalfe est connu pour ses bienfaits à la charité, il érige à Hawstead en 1811 la maison d'aumône au profit des pauvres âgés et méritants.
Metcalfe est mort célibataire à Brighton, Sussex, le 26 août 1818, à l'âge de 85 ans  et est enterré une semaine plus tard, le 3 septembre 1818, dans l'aile nord de l'église paroissiale de St Nicholas.
Au moment de sa mort, sa succession est évaluée à 400 000 £ qui passe à son petit-neveu Henry Metcalfe (1790–1849), fils de Christopher Barton Metcalfe et de Sophia Andrews.